# كيفن كيسي
كيفن كيسي (بالإنجليزية: Kevin Casey) هو فنان قتال مختلط أمريكي، ولد في 15 يونيو 1981 في إنغليووود في الولايات المتحدة.

## وصلات خارجية
- كيفن كيسي على موقع يو إف سي (الإنجليزية)
- كيفن كيسي على موقع شيردوغ (الإنجليزية)
- كيفن كيسي على موقع IMDb (الإنجليزية)